# Johnny Behan
John Harris Behan (Kansas City, 23 ottobre 1844 – Tucson, 7 giugno 1912) è stato, per ventuno mesi di un mandato di due anni, (febbraio 1881-novembre 1882) sceriffo della Contea di Cochise (Arizona), da poco costituita intorno all'importante centro minerario di Tombstone (Arizona). Behan era sceriffo al tempo della famosa sparatoria all'O.K. Corral tra i fratelli Earp (Wyatt, Virgil e Morgan) ed i Clanton-McLaury (Ike Clanton, Billy Clanton, Frank McLaury, Tom McLaury). Quando Wyatt Earp assassinò il suo aiutante Frank Stilwell (20 marzo 1882), Behan ottenne un mandato di cattura generale e tentò di fermare la Vendetta degli Earp, senza però riuscire ad arrestare Wyatt. Deposto il destintivo di sceriffo, Behan servì poi come guardia nel famoso Carcere di Yuma e combatté nella Guerra ispano-americana. Morì a Tucson (Arizona), nell'ospedale "St. Mary's Catholic", per arteriosclerosi o complicazioni dovuti alla sifilide.

### Fonti
- Stuart N. Lake, Wyatt Earp, frontier marshal, 1931. Prima biografia autorizzata di Wyatt Earp, basata su di un'intervista rilasciata a Lake da Earp nel 1928. Il volume raccoglie anche i testi dell'autobiografia che Earp dettò nel 1926 a John H. Flood.
- Alford E. Turner, The O.K. Corral inquest, College Station (Texas), 1981, ISBN 0-932702-16-3. Il volume raccoglie i documenti originali del processo condotto dal giudice di pace Spicer, analizzati ed annotati dell'autore Turner. Viene considerata la più autorevole fonte di informazioni sugli Earp.
- I Married Wyatt Earp: The Recollections of Josephine Sarah Marcus Earp, ed. Glenn G. Boyer, University of Arizona Press, 1998, ISBN 0-8165-0583-7. Le memorie della moglie di Wyatt Earp, Josephine Marcus.
- Billy Breakenridge, Helldorado: Bringing the Law to the Mesquite, Boston, 1928, ed. Richard M. Brown, University of Nebraska Press, 1992, ISBN 0-8032-6100-4.
- Walter Noble Burns, Tombstone, an Iliad of the West, 1927, ed. Casey Tefertiller, University of New Mexico Press, 1999, ISBN 0-8263-2154-2.

### Studi
- Steve Gatto, The Real Wyatt Earp: A Documentary Biography, Silver City, 2000, ISBN 0-944383-50-5.
- Allen Barra, Inventing Wyatt Earp: His Life and Many Legends, New York, 1998, ISBN 0-7867-0685-6.
- Casey Tefertiller, Wyatt Earp: The Life Behind the Legend, New York, 1997, ISBN 0-471-18967-7.
- Grace McCool, GUNSMOKE: The True Story of Old Tombstone, Tucson, 1990, ISBN 0-918080-52-5.
- Paula Mitchell Marks, And Die in the West: the story of the O.K. Corral gunfight, New York, 1989, ISBN 0-671-70614-4.